# グレアム・チャップマン
グレアム・チャップマン（Graham Chapman, 1941年1月8日 - 1989年10月4日）は、イギリスのコメディアン、俳優。グラハム・チャップマンとも表記される。イギリスの代表的なコメディユニット、モンティ・パイソンのメンバー。

## 来歴

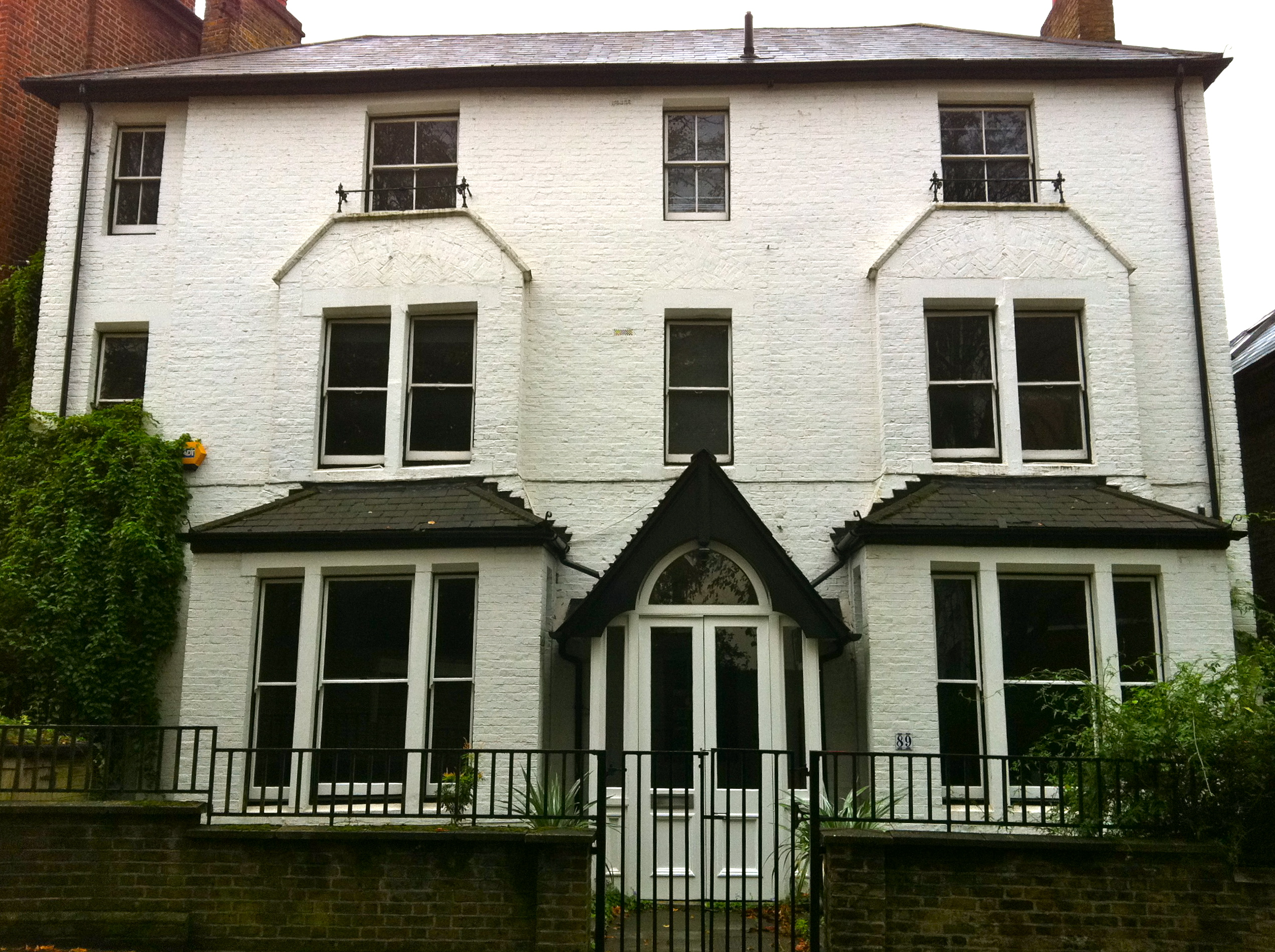
チャップマン宅。死没するまでここに住んでいた。

1941年1月8日、レスターにて、警官の父親ウォルターと母親のエディスの次男として生まれる。ケンブリッジ大学で医学を学びながら、コメディーサークル『ケンブリッジ・フットライツ』のメンバーとしてスケッチ（コント）を書き、舞台にも立っていた。ここで、その後のパートナーとなるジョン・クリーズと出会う。クリーズの最初の印象では、「いけ好かない野郎」であったという。しかしその後二人はコンビを組んで、コメディー番組『ザ・フロスト・レポート』や『アット・ラスト・ザ・1948・ショー』に参加。そして他の4人のメンバーと共にモンティ・パイソンを結成する。
1969年から1974年までBBCで放映された『空飛ぶモンティ・パイソン』は絶大なる人気を博した。同グループ製作の映画『モンティ・パイソン・アンド・ホーリー・グレイル』、『ライフ・オブ・ブライアン』では主役を演じた。
『モンティ・パイソン』後のソロ活動では『オッド・ジョブ』や『チーチ&チョン イエローパイレーツ』（タイトルにはチーチ&チョンとあるが、主演はチャップマンである）などを世に送り出したが、ヒット作には恵まれなかった。しかし、TV番組への出演や大学での講演会等を積極的に行い、健在ぶりを見せていた。

### 作風
普段は無口でシャイな紳士であったが、スケッチの作風は非常にアナーキー（故障した中古車を死んだオウムに置き換えるような）で暴力的であった。また、医者らしく『人生狂騒曲』の「臓器移植」のようなスプラッターな作品も多く残している。また、チャップマンにはひらめきの才能があった。脚本の執筆はほとんどジョン・クリーズが行っていたが、チャップマンがその場の思いつきで奇想天外なワン・アイデアを付け足すことで、非常におもしろいスケッチになることがよくあったという。

### 私生活
1970年代にはアルコール使用障害で仕事に支障が出ることもあった。メンバーは映画『モンティ・パイソン・アンド・ナウ』の撮影中、瓶一杯だったはずが半分にまで減っているジンを発見し、その深刻さに気付いたという。『空飛ぶモンティ・パイソン』の第3シリーズのころにはセリフを覚えられず、数10テイク取り直すこともしばしばであった。また、『モンティ・パイソン・アンド・ホーリー・グレイル』の登場シーンを見ると、登山家のはずのチャップマンが岩肌にしがみつきながらふらふらしているのが分かる。これは役作りではなく、本当にまっすぐ立てなかったためである。しかしあるとき、酒を飲んだ後階段から落ち怪我をしたのをきっかけに、1977年のクリスマスに禁酒と禁煙を決め、映画『ライフ・オブ・ブライアン』では立ち直っている。しかし長年にわたる悪癖がそのころには体を蝕んでいた。
当時のVTRや書籍などの中ではパイプを咥えている姿がよく見られる。
パイソンズのメンバーは気づいていたようだが、チャップマンは自分がゲイであることは公表していなかった。1972年に『Gay News』というゲイの新聞のサポーターとなり寄付や投書をした。現代でこそ、ゲイ・バイセクシュアルであることを公にしている著名人も多いが、70年代にしてジョージ・メリー（ジャズミュージシャン）がホストを務めた番組でカミングアウトしたことは当時としてはセンセーショナルであった。その数日後に友人宅で開かれたパーティーにてデイビッド・シャーロックを自分のパートナーとして紹介。2人は1966年に出会っており、映画の脚本などを共同で執筆していた。また、2人は合法的に養子を迎えている。

### 死去
1989年10月4日、48歳で死去。死因は喉頭癌とそれに伴う肺炎。彼の最期を看取ったのはパイソンズのメンバーだったジョン・クリーズとマイケル・ペイリン、パートナーのデイビッド・シャーロック、弟のジョンとその妻だった。テリー・ジョーンズとピーター・クックは同日見舞いには来ていた。人の死に目を見たことのなかったクリーズのショックは大きく、ほかの部屋まで付き添ってもらい休息しなければならない程だったと言われている。亡くなった日の翌日の10月5日は、奇しくも『空飛ぶモンティ・パイソン』が放送されて20年目のことだった。
葬儀は2ヵ月後に行われ、ジョン・クリーズが弔辞を読み上げた。弔辞は、グレアムを笑って送り出すためか、空飛ぶモンティ・パイソンの有名作『死んだオウム』をもじった一文があったり、中には「Fxxk」や、そのほかの汚い言葉も使われていた（チャップマンが今際の際にクリーズに言伝ていたという前置きのもと）。その後、映画『ライフ・オブ・ブライアン』の劇中歌であった「Always Look on the Bright Side of Life」が、エリック・アイドルの伴奏で歌われた。
死後、パイソンズ結成30周年直前のイベントにパイソンズが出席した際に、司会者のロバート・クラインの「彼に会いたかった」という台詞を受け、彼の遺灰を収めた骨壷が登場したが、ギリアムが骨壷を蹴り飛ばし、灰が会場一面に撒き散らされた（しかも、その際パイソンズの面々がチャップマンの遺灰を集めるために使ったのは、ほうきに塵取り、掃除機であった）。また、その際に、ジョン・クリーズが唾をつけた指で遺灰を口にし、マイケル・ペイリンに「食うな!」と言われている。

### 自伝とその映画化
自伝に『A Liar's Autobiography Volume IV』があり、自分がアルコール使用障害から立ち直るまでの道のりなどが得意げにつづられている。2012年には、この自伝が3Dアニメーション映画化され、アイドル以外のパイソンメンバーが製作に携わっている。また、生前に録音された自身の肉声も使用されており、実に死後23年を経た新作主演映画となった。この作品の3人の監督のうちの1人が、テリー・ジョーンズの息子ビル・ジョーンズである。また、アニメーションと同スタッフにてドキュメンタリー、 Graham Chapman: Anatomy of a Liarも製作された。

## 主な作品

### テレビ番組
- アット・ラスト・ザ・1948・ショー At Last the 1948 Show （1967年 - 1968年） - DVD題「モンティ・パイソン・レアリティーズ アット・ラスト・ザ・1948・ショウ」
- 空飛ぶモンティ・パイソン Monty Python's Flying Circus （1969年 - 1974年）

### 映画
- マジック・クリスチャン The Magic Christian （共同脚本、出演（ノンクレジット）。1969年）
- モンティ・パイソン・アンド・ナウ And Now for Something Completely Different （脚本、出演。1971年）
- モンティ・パイソン・アンド・ホーリー・グレイル Monty Python and the Holy Grail （脚本、出演。1975年）
- オッド・ジョブ　The Odd Job （脚本、出演、プロデューサー。1978年、日本未公開）
- ライフ・オブ・ブライアン Monty Python's Life of Brian （脚本、出演。1979年）
- モンティ・パイソン・ライブ・アット・ザ・ハリウッド・ボウル Monty Python Live at the Hollywood Bowl （脚本、出演。1982年）
- 人生狂騒曲 Monty Python's the Meaning of Life （脚本、出演。1983年）
- チーチ&チョン イエローパイレーツ Yellowbeard （脚本、出演。1983年）
- モンティ・パイソン ある嘘つきの物語 グレアム・チャップマン自伝 A Liar's Autobiography: The Untrue Story of Monty Python's Graham Chapman （声の出演、原作、脚本。2012年）